# Waverly (Minnesota)
Waverly es una ciudad ubicada en el condado de Wright en el estado estadounidense de Minnesota. En el Censo de 2010 tenía una población de 1357 habitantes y una densidad poblacional de 205,31 personas por km².

## Geografía
Waverly se encuentra ubicada en las coordenadas 45°3′55″N 93°57′58″O / 45.06528, -93.96611. Según la Oficina del Censo de los Estados Unidos, Waverly tiene una superficie total de 6.61 km², de la cual 4.37 km² corresponden a tierra firme y (33.86%) 2.24 km² es agua.

## Demografía
Según el censo de 2010, había 1357 personas residiendo en Waverly. La densidad de población era de 205,31 hab./km². De los 1357 habitantes, Waverly estaba compuesto por el 97.27% blancos, el 0.52% eran afroamericanos, el 0.37% eran amerindios, el 0.81% eran asiáticos, el 0% eran isleños del Pacífico, el 0.07% eran de otras razas y el 0.96% pertenecían a dos o más razas. Del total de la población el 1.25% eran hispanos o latinos de cualquier raza.